# معركة تسوشيما
معركة تسوشيما (باللغة اليابانية:対馬海戦) و(بالروسية: Цусимское сражение)، حدثت أثناء الحرب الروسية اليابانية بداية القرن العشرين من 27 إلى 28 مايو 1905 حيث حدثت أثناء محاولة كل من روسيا واليابان مد نفوذهما الاستعماري في كوريا حيث رفضت روسيا التفاوض مع اليابانيين وقد أدت المعركة إلى انتصار اليابان حيث تم تحطيم أسطول روسي كبير، فمن بين 34 سفينة روسية تم إغراق 21، وأسر 7 ونزع سلاح 6 وقتل 4545 جندي روسي وأخذ 6106 جندي أسيراً. أما من الطرف الياباني فقد خسرت اليابان 116 رجل و 3 قوارب طوربيد.

## معرض صور

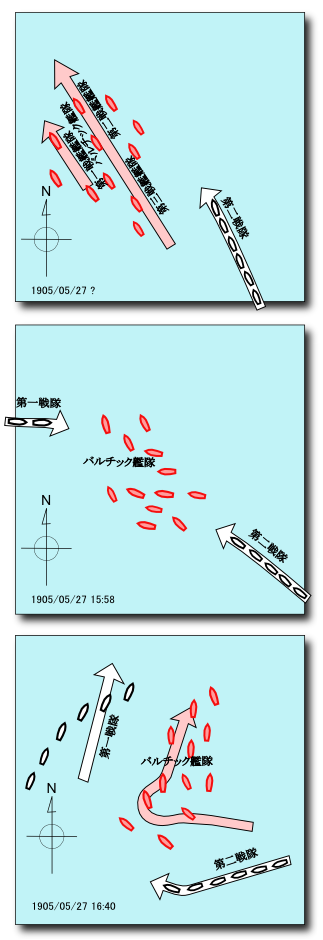
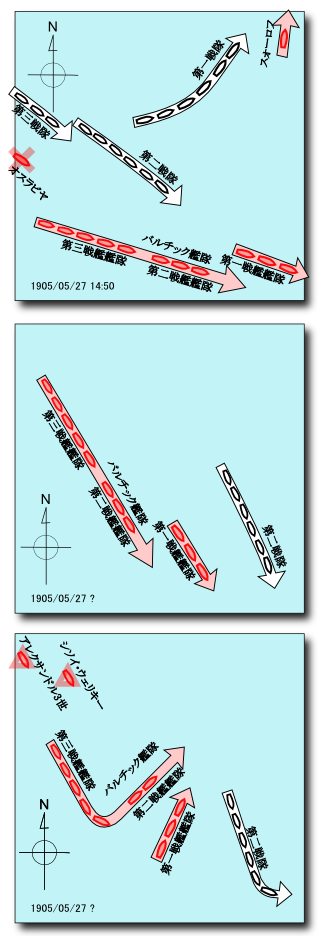
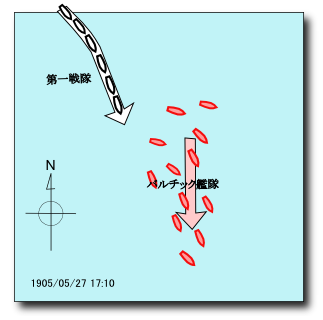
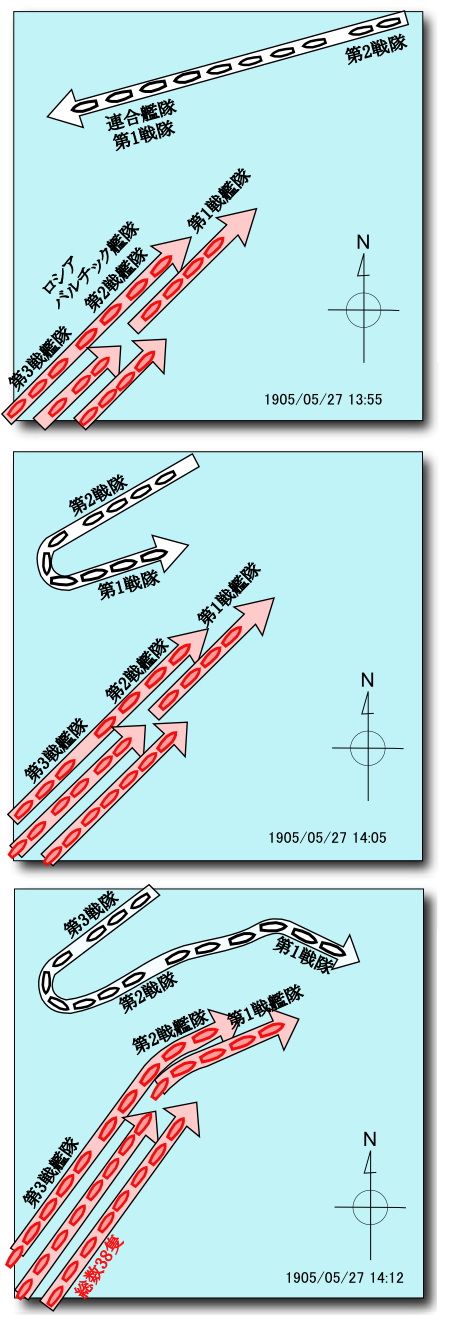

## وصلات خارجية
- 1969 Film Battle of the Japan Sea—directed by Seiji Maruyama
  - Part 1—Film Battle of the Japan Sea
  - Part 2—Film Battle of the Japan Sea
- History.com— This Day In History: The Battle of Tsushima Strait
- Battlefleet 1900—Free naval wargame rules covering the pre-dreadnought era, including the Russo-Japanese War.
- Russojapanesewar.com—Contains a complete order of battle of both fleets. It also contains Admiral Tōgō's post-battle report and the account of Russian ensign Sememov.